# Pueblo Nuevo de San Rafael
Pueblo Nuevo de San Rafael (oficialmente en valenciano Poble Nou de Sant Rafel) es una pedanía de la localidad de Cocentaina que cuenta con una población de 91 habitantes diseminados, de los cuales 26 viven en el núcleo del pueblo. http://documentacion.diputacionalicante.es/pedalfab.asp
En toda la partida del Poble Nou de Sant Rafel, vive un total de 521 habitantes. Está a una distancia de 6'0 km aproximadamente de la vecina localidad de Alcoy, a 6'5 km de Cocentaina y a 2'5 km de Algars.
Hasta mediados del siglo XIX fue un municipio independiente.
- Datos: Q3813424